# Frederik von Haxthausen

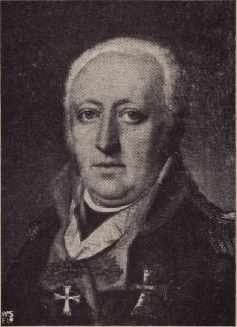
Frederik von Haxthausen

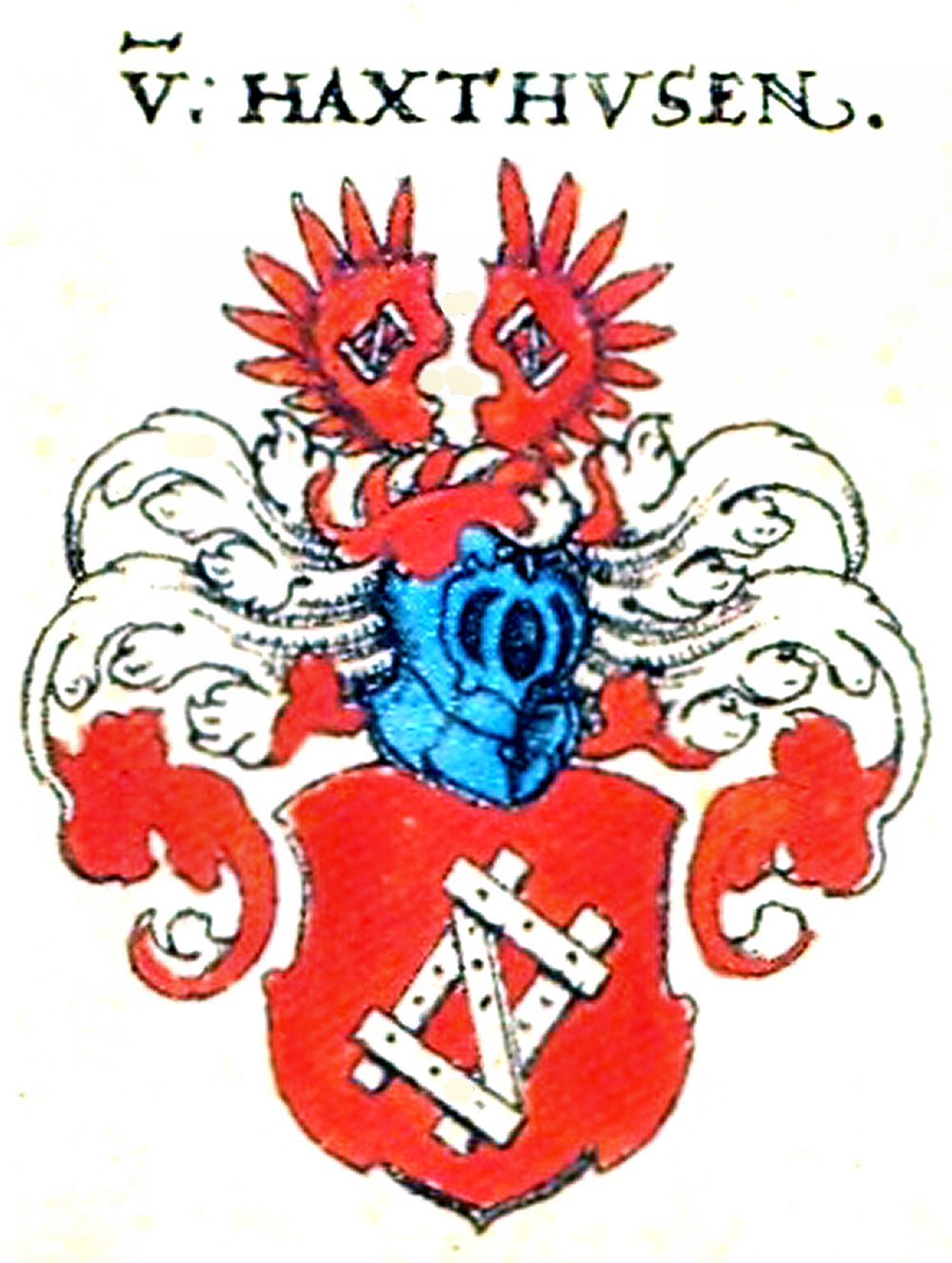
Wappen der Familie von Haxthausen

Frederik Gottschalk von Haxthausen (* 14. Juli 1750 in Kopenhagen; † 6. Juli 1825 in Christiania) war ein dänisch-norwegischer Offizier und Regierungsmitglied Norwegens.

## Leben
Seine Eltern waren der Generalmajor Friederich Gotschalck Maximilian von Haxthausen (1705–1770) und dessen Frau Juliane Dorothea von Eldern (1719–1790). Sein Bruder Christian Friedrich von Haxthausen (1754–1790) wurde in den dänischen Grafenstand erhoben, nicht aber er selbst. Sein Adelstitel stammte noch vom alten westfälischen Adelsgeschlecht „von Haxthausen“, weiße Linie, lutherischer Zweig. Er gehört daher nicht zum dänisch-norwegischen Adel und wird daher in norwegischen Nachschlagewerken oft ohne Adelsprädikat aufgeführt.
Mit sechseinhalb Jahren wurde er 1756 Kadett. 1761 wurde er Fähnrich im Regiment des Prinzen Frederik, 1763 Unterleutnant, 1771 Leutnant. 1773 wurde er Leutnant beim „Søndenfjeldske gevorbne Infanteriregiment“. Bei diesem Regiment blieb er 15 Jahre, wurde 1779 Hauptmann und Kompaniechef und 1788 Major. In diesem Jahr nahm er an dem so genannten „Preiselbeerkrieg“ gegen Schweden unter dem dänischen Statthalter Karl von Hessen-Kassel teil. Nach diesem unblutigen Feldzug wurde Haxthausen Mitglied des Generalitäts- und Kommissariatskollegiums, das die Verteidigungsstreitkräfte Norwegens befehligte. 1789 bis 1809 war er als Generalkriegskommissar für die Ausschreibung der einzuziehenden Soldaten für die Landstreitkräfte verantwortlich, 1803 bis 1809 für die Seestreitkräfte. 1793 reiste er ins Ausland, um dort die Nachschubtechnik zu studieren, denn im Preiselbeerkrieg war die desaströse Versorgung der Truppe die Ursache für eine todbringende Seuche unter den Soldaten gewesen. Er besuchte dafür die preußischen, österreichischen und andere Heere. Von 1802 bis 1814 war er Direktor von „Det norske militære institutt“, der Kriegsschule. 1803 wurde er Generalmajor. Im gleichen Jahr wurde er nach Dänemark zur Leitung des „Feltkommissariats“ berufen. Von 1806 bis 1810 war er zunächst vorläufiger Kommandant der Festung Akershus, dann deren wirklicher Kommandant bis 1814. Von 1808 bis 1810 war er Chef des Nachschubs für das dänische Heer in Dänemark, was ihn an seinen Aufgaben in Norwegen nicht hinderte. 1809 wurde er Erster Repräsentant im Generalitätskollegium in Norwegen. 1810 kehrte er nach Norwegen zurück.
In der Periode des Statthalters und späteren norwegischen Königs Christian Friedrich 1813 bis 1814 gewann Haxthausen großen Einfluss. Er nahm an dem Notablentreffen in Eidsvoll im Februar 1814 teil und war am 2. März bis zu seiner Ablösung durch Marcus Gjøe Rosenkrantz im Juni 1814 Erster Staatsrat. Vom 19. Mai 1814 bis Mitte August war er auch Staatsrat für Finanzen. In dieser Zeit wurde er auch Generalleutnant. Aber er wurde nun stark angefeindet. Ihm wurde vorgeworfen, den unglücklichen Krieg gegen Schweden 1814, der im Frieden von Moss endete, nicht mit dem notwendigen Nachdruck geführt zu haben. Nach dem Frieden von Moss, der die Durchführung der Bestimmungen des Friedens von Kiel regelte und die Personalunion Norwegens mit Schweden besiegelte, wütete das Volk gegen Haxthausen und stürmte seine Amtsräume in Christiania und seine Villa in Lille Frogner. Nach dem Rücktritt Christian Friedrichs trat Haxthausen als Staatsrat zurück, schloss sich den Schweden als den neuen Herren an und wurde aus der Liste des dänischen Heeres gestrichen.
Um sich gegen die erhobenen Vorwürfe zu rechtfertigen, verlangte er eine rechtliche Untersuchung und wurde von der Oberkriegskommission freigesprochen. Gleichwohl wurde er 1816 vor das norwegische Reichsgericht gestellt und angeklagt, als Staatsrat während des Krieges seine Amtspflichten verletzt zu haben, indem er die Nachschubsituation schlimmer dargestellt habe, als sie in Wirklichkeit gewesen sei. Seine pessimistische Einschätzung, die nur das in Rechnung stellte, was in Østlandet zur Verfügung stand, hätte dazu beigetragen, die Verhandlungen mit Schweden einzuleiten. Mit Urteil vom 17. Dezember 1816 wurde Haxthausen abermals freigesprochen, musste aber die Prozesskosten tragen. Ein Jahr darauf nahm er seinen Abschied von der Armee.
Am 23. September 1783 heiratete er Catharina von Oldenburg (8. Mai 1765–14. April 1843), Tochter des Generalmajors Adam Christopher von Oldenburg (1735/36–1803) und dessen Frau Maria von Schøller (1741–1770). Das Paar hatte mehrere Kinder:
- Juliane Marie (* 21. August 1784; † 11. Januar 1847) ⚭ Jens Christian Berg (* 25. September 1775; †  4. Juni 1852)
- Ulrica Christiane (* 7. November 1787; † 18. August 1819) ⚭ Graf Frederik Christian Julius Knuth (* 12. Juli 1787; † 30. Oktober 1852)
- Carl Ludwig (* 4. April 1790; † 8. Februar 1830)

⚭ Elisabeth Oline Knysberg (* 7. November 1790; † 7. Mai 1826)
⚭ Caecilie Cathrina Fabritius (* 10. April 1876; † 25. Oktober 1870)
- Friedrich Christopher (1792–1794)
- Catharina Frederike (* 10. August 1800; † 11. Mai 1877) ⚭ 1846 Graf Frederik Christian Julius Knuth (* 12. Juli 1787; † 30. Oktober 1852)
- Luise Regine Isabella (* 26. Juli 1801) ⚭ Generalleutnant Graf Ludwig Ernst von Stedingk (* 14. Dezember 1794; † 4. April 1875), Sohn von Curt von Stedingk

## Ehrungen
Haxthausen wurde 1809 Kommandeur des Dannebrog-Ordens und erhielt 1811 das Großkreuz. In seinen letzten beiden Lebensjahren war er Zeremonienmeister des Seraphinen- und des Nordstern-Ordens.